# Bouquet numérique de télédiffusion
Pour les articles homonymes, voir Bouquet.
Un bouquet de télévision ou bouquet de télédiffusion numérique désigne un ensemble de chaînes de télévision analogiques ou numériques, regroupées dans une offre commerciale généralement payante, pouvant être diffusé par câble, satellite, IPTV ou TNT. 
Le terme « bouquet » pour désigner un bouquet de chaînes de télévision, provient de la métaphore du bouquet de fleurs composé de plusieurs éléments qui le composent et qui en constituent la valeur.

## Histoire
Les premières offres groupées de chaînes apparaissent dès les années 1960 aux Etats-Unis sur les réseaux câblés de certains États. En Europe, la télévision par câble se développe commercialement vers la fin des années 1970 et le début des années 1980 avec les premières offres payantes et options en diffusion analogique.
Par satellite, en Europe, les premières offres commerciales analogiques sont lancées à la fin des années 1980 et au début des années 1990, notamment celles de Sky Television au Royaume-Uni en 625 lignes PAL, codées en VideoCrypt et en France avec les offres de Canal+ par satellite codées en D2 Mac EuroCrypt. 
L'arrivée de la technologie numérique au milieu des années 1990 permet de démultiplier les bouquets car à la place d'une seule chaîne par canal de diffusion ou fréquence, les multiplex numériques peuvent en véhiculer d'abord environ 6, puis une dizaine jusqu'à une vingtaine en SD, par satellite puis sur les réseaux câblés, et enfin au mode hertzien terrestre dans les années 2000. Les bouquets tv sont également proposés sur la télévision par xDSL (IPTV) à partir des années 2000. 
Certains opérateurs proposent deux formules payantes : 
- le bouquet de base ou basique, contenant des dizaines, voire des centaines de chaînes ou davantage, correspondant à un abonnement de base
- les options thématiques (cinéma, sport, musique, etc.) nécessitant d'ajouter un coût supplémentaire au bouquet de base.

## Bouquets par satellite
Les bouquets télédiffusés par satellite exploitent les capacités à large bande de satellites afin de retransmettre un ensemble de chaînes de télévision, le plus souvent encodée ou chiffrées (cryptées) et associées à un contrôle d'accès. Les gammes de fréquences exploitées sont historiquement :
- la bande « C » de 3,5 à 4,2 GHz qui nécessite de très grandes paraboles, donc réservées aux foyers individuels possédant de l'espace pour les installer (Amérique du Nord, Afrique, pays de l'Est, Asie...).
- la « bande Ku » de 10,9 à 12,75 GHz et bien moins contraignante et qui s'impose à partir de 1990.

Il existe d'autres gammes satellite, comme notamment la bande S de 2,5 à 2,7 GHz, mais elles sont réservées aux utilisations professionnelles voire militaires.
Le satellite est le moyen de diffusion le plus performant et économique puisqu'il est le seul capable de couvrir immédiatement les 100 % d'un territoire, les réseaux terrestres analogiques et numériques dépassant rarement les 70 à 80 %, très progressivement à cause des centaines d'installations au sol à réaliser. Le réseau câblé et Internet accusent les mêmes limites, avec l'obligation pour l'opérateur du réseau, de réaliser une liaison physique jusqu'à chaque foyer ce qui représente plusieurs années pour desservir tout un territoire. 